# ابرتون، ووسترشر
ابرتون (به انگلیسی: Abberton) یک روستا و محله مدنی در بریتانیا است که در Wychavon واقع شده‌است. ابرتون ۶۷ نفر جمعیت دارد.